# Леди Сьюзан
«Леди Сьюзан» (англ. Lady Susan) — ранний роман английской писательницы Джейн Остен, написанный в эпистолярном жанре. Никогда не был опубликован при жизни автора.

## Создание
Создав «Леди Сьюзан» в самом начале своего творческого пути, Джейн Остин никогда не предлагала его издателям для опубликования. Сохранившаяся копия версии романа 1805 года дает изучающим творчество Остин основания полагать, что автор хотела бы опубликовать роман примерно в том виде, в котором он сейчас доступен читателям. Роман представляет собой собрание из 41 письма. Это занимательная история о тридцатипятилетней вдове, которая, манипулируя людьми, лицемеря и интригуя без меры, старается получше выдать замуж свою дочь и снова выйти замуж сама. Она не скрывает своих планов от ближайшей подруги, но изворачивается и прекрасно играет в присутствии других. «Леди Сьюзан» отличается от других ранних работ Остин своей серьёзностью, моралью и необычно жестоким поведением матери по отношению к дочери.

## Краткое описание
Недавно овдовевшая леди Сьюзан Вернон пытается устроиться в этой жизни. Родовое поместье мужа продано за долги, в приличных домах её практически не принимают. Получив приглашение от брата покойного мужа, она цепляется за этот шанс. Приглядев для дочери молодого лорда, она уезжает в провинцию. Семья Вернон отнюдь не ждёт леди Сьюзан с распростёртыми объятиями, но принимает её. Вскоре к ней присоединяется дочь Фредерика, которая в ужасе от предстоящей свадьбы с глупым кавалером, который, к тому же, больше интересуется её матерью. А в гости к миссис Вернон приезжает брат, Реджинальд де Курси. Узнав о его богатстве, леди Сьюзан решает, что он может быть достойным вторым мужем. Она начинает плести сети интриг. Какое-то время это сходит ей с рук, но не вечно же зло будет торжествовать над добром и невинностью.

## Главные герои
- Леди Сьюзан Вернон — вдова, возраст 35 лет. Циничная лицемерная женщина, которая добивается всего лестью и флиртом с мужчинами. Хочет женить на себе Реджинальда де Курси, чтобы поправить своё финансовое и социальное положение.
- Фредерика Сюзанна Вернон — дочь леди Сьюзан, возраст 16 лет. Мать считает её тупой и медлительной, на самом деле застенчивая и запуганная. Тайно влюблена в Реджинальда де Курси.
- Чарльз Вернон — деверь леди Сьюзан.
- Миссис Кэтрин Вернон — жена Чарльза Вернона, ненавидит леди Сьюзан с того самого дня, когда та пыталась помешать женитьбе Чарльза на ней.
- Реджинальд де Курси — брат миссис Вернон, поначалу увлеченный леди Сьюзан. В конце для него раскрывается её истинная природа.
- Леди де Курси — мать миссис Вернон и Реджинальда де Курси, боится, что леди Сьюзан удастся коварный план по соблазнению её сына.[2]
- Алисия Джонсон — близкая подруга леди Сьюзан, чей муж запрещает им общаться.

## Экранизация
В 2016 году по мотивам романа была снята историческая комедия «Любовь и дружба» (название позаимствовано у другого романа Остин, также имеющего эпистолярную структуру). Главную роль исполнила британская актриса Кейт Бекинсэйл,